# Program kosmiczny Unii Europejskiej
Program kosmiczny Unii Europejskiej lub unijny program kosmiczny – fundusz Unii Europejskiej finansujący działania, którym celem jest wdrażanie Europejskiej Polityki Kosmicznej obejmującej wspieranie rozwoju potencjału kosmicznego Unii Europejskiej i jej wykorzystania dla realizacji jej celów. Operatorem jest Agencja Unii Europejskiej ds. Programu Kosmicznego.
Program obejmuje obecnie w szczególności rozwój systemów nawigacji satelitarnej Galileo i EGNOS oraz systemu obserwacji Ziemi dla potrzeb środowiska i bezpieczeństwa Copernicus.

## Cele
I. Zwiększenie wysiłków zmierzających do rozwoju infrastruktury kosmicznej i aplikacji, które umożliwią lepsze zaspokojenie potrzeb obywateli i realizację politycznych celów Unii poprzez:  
- Rozwijanie europejskich zasobów w dziedzinach nawigacji satelitarnej i pomiarów czasu,
- Globalne monitorowanie środowiska i bezpieczeństwa,
- Zmniejszanie "luki informatycznej",
- Wykorzystanie technik kosmicznych we Wspólnej Polityce Zagranicznej i Bezpieczeństwa oraz w Europejskiej Polityce Bezpieczeństwa i Obrony,
- Rozwój międzynarodowego partnerstwa;

II. Konsolidację i wzmocnienie istniejącej bazy naukowej i technologicznej:
- Zapewnienie niezależności strategicznej i wykorzystania wspólnych zasobów dla wspólnych celów,
- Zagwarantowanie niezależnego dostępu do przestrzeni kosmicznej,
- Rozwijanie nowych technologii w celu zaspokojenia przyszłych potrzeb,
- Upowszechnianie wykorzystywania przestrzeni kosmicznej,
- Zachęcanie do podejmowania karier naukowych oraz inżynierskich,
- Wzmacnianie europejskiej doskonałości w zakresie nauk o przestrzeni kosmicznej,
- Tworzenie właściwego środowiska prawnego dla innowacyjności i konkurencyjności;

III. Zmiany instytucjonalne i organizacyjne poszerzające odpowiedzialność UE za kierowanie, finansowanie i koordynowanie działań podejmowanych w ramach polityki kosmicznej: 
- Ustalenie nowego podejścia do zarządzania działalnością kosmiczną,
- Dopasowanie celów i zadań do posiadanych środków.